# Каппелло, Бернардо
Бернардо Каппелло (итал. Bernardo Cappello; 1498, Венеция — 1565) — итальянский поэт.

## Биография
Сын венецианского дипломата. Друг Пьетро Бембо, Бернардо Тассо, Джованни делла Каза; за участие в заговоре против Венеции был изгнан в 1540 из отечества, позже жил в Риме и при дворе герцога Урбинского. Его стихотворения: «Canzoniere» (Вен., 1560) или «Rime» (Бергамо, 1748—1753). К последнему изданию приложена «Vita di Bernardo Cappello».